# Polydesmus emirganensis
Polydesmus emirganensis är en mångfotingart som beskrevs av Karl Wilhelm Verhoeff 1940. Polydesmus emirganensis ingår i släktet Polydesmus och familjen plattdubbelfotingar. Inga underarter finns listade i Catalogue of Life.